# Tricho-dento-ossäres Syndrom
Das Tricho-dento-ossäre Syndrom ist eine sehr seltene angeborene Erkrankung mit den Hauptmerkmalen Anomalien der Haare (trich-) und Zähne (dent-) kombiniert mit einer Osteosklerose (ossär). Sie gilt als Sonderform der ektodermalen Dysplasie.
Synonyme sind: Haar-Zahn-Knochen-Syndrom; TDO-Syndrom; taurodentismus, kinky-hair-syndrome;  Robinson-Miller-Worth-Syndrom
Die Namensbezeichnung bezieht sich auf den Erstautoren der Erstbeschreibung aus dem Jahre 1966 durch den kanadischen Pädiater Geoffrey Robinson und Mitarbeiter.
Nicht zu verwechseln ist das Robinson-Miller-Bensimon-Syndrom.

## Verbreitung
Die Häufigkeit wird mit unter 1 zu 1.000.000 angegeben, bislang wurde über mehr als 30 Patienten berichtet. Die Vererbung erfolgt autosomal-dominant, erstmals nachgewiesen von Lichtenstein et al.

## Ursache
Der Erkrankung liegen Mutationen im DLX3-Gen auf Chromosom 17 Genort q21.33 zugrunde, welches für das Distal-Less Homebox-Gen 3 kodiert.

## Klinische Erscheinungen
Klinische Kriterien sind:
- gelockte/geknickte Haare („kinky hair“) bei Geburt in bis zu 80 %, teilweise später sich normalisierend,
- Schmelzhypoplasie mit Verfärbung,
- Taurodontie der Molaren,
- allgemein vermehrte Knochen-Mineraldichte, insbesondere in Ulna und Speiche, mit zunehmendem Alter auch in der Wirbelsäule,
- verdicktes Schädeldach.

Ferner wurden beschrieben: brüchige Fingernägel, Neigung zu Karies und Abszessen, später Zahndurchbruch, Dolichozephalie, fehlende Pneumatisation der Nasennebenhöhlen.

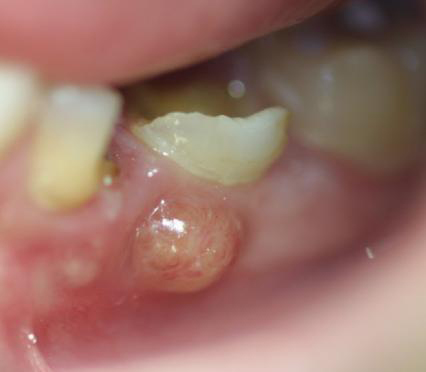
Zahnabszess aufgrund schweren Verlustes an Zahnsubstanz bei Tricho-dento-ossärem Syndrom

## Einteilung
Nach den klinischen Befunden werden drei Typen unterschieden:
- Typ I mit  Haaranomalien im Kindesalter,  Zahnanomalien mit Zahnverlust im 2.–3. Lebensjahrzehnt,  Nagelanomalien, Gesichtsdysplasie mit Dolichozephalie, prämature Nahtsynostose mit Balkonstirn; Gesichtsasymmetrie und  Osteosklerose der Schädelknochen und der Schädelbasis
- Typ II mit  Haaranomalien von Geburt an, Zahnanomalien, Nagelanomalien, Gesichtsdysplasie mit Prognathie; prominenter Stirn, Osteosklerose der Schädelknochen und langen Röhrenknochen, verengte äußere Gehörgänge im männlichen Geschlecht
- Typ III mit Haaranomalien, Zahnanomalien, Nagelanomalien, Gesichtsdysplasien mit prominenter Stirn, viereckigem Kinn, Osteosklerose des Schädels, Makrozephalie

## Diagnose
Die Diagnose ergibt sich aus klinischen und radiologischen Befunden und kann durch den Mutationsnachweis gesichert werden.

## Differentialdiagnose
Differentialdiagnostisch abzugrenzen sind:
- Typ AIHHT der Amelogenesis imperfecta
- ODDD-Syndrom (Okulo-dento-digitale Dysplasie)
- autosomal-dominante Form der Osteopetrose.

## Therapie
Die Behandlung erfolgt symptomatisch mit regelmäßiger Zahnkontrolle.

## Heilungsaussicht
Die Prognose gilt als günstig ohne vermehrte Frakturneigung.